# Puig Pelegrí (Palafrugell)
El Puig Pelegrí és una muntanya de 120 metres que es troba al municipi de Palafrugell, a la comarca catalana del Baix Empordà.